# Шолльбрунн
Шолльбрунн (нім. Schollbrunn) — громада в Німеччині, знаходиться в землі Баварія. Підпорядковується адміністративному округу Нижня Франконія. Входить до складу району Майн-Шпессарт. Складова частина об'єднання громад Кройцвертгайм.
Площа — 11,23 км2. Населення становить 884 ос. (станом на 31 грудня 2020).